# Ален Мелуновић
Ален Мелуновић (Пријепоље, 26. јануара 1990)  бивши је српски фудбалер.

## Трофеји и награде
Теплице
- Куп Чешке : 2008/09.[8]